# Otto Faster
Otto Faster (6. července 1872 Praha-Nové Město – 26. září 1907 Královské Vinohrady) byl český vydavatel časopisů, překladatel, hudební skladatel, spisovatel, textař a dramatik, zakladatel nových českých zpěvoher; vnuk vlastence Petra Fastra.

## Životopis
Otto Faster se narodil (v domě „U zlatého lva“ ve Vodičkově ulici) a vyrůstal jako jediné dítě v rodině obchodníka Metoděje (Metuda) Fastra (1828) a Josefy, roz. Bubnové. V roce 1891 oba rodiče zemřeli a devatenáctiletý Otto jako sirotek bydlel u své tety v Praze. Zdědil dostatečný majetek a tak se po studiu na Všeslovanské obchodní akademii v Praze mohl věnoval svým zájmům – zatoužil po umělecké dráze a byl ve společnosti označován za elegantního bohéma. Začal s žurnalistickou prací (referáty o opeře a divadle) a psaním knih-románů. V říjnu 1898 se oženil s učitelkou Olgou Cikhartovou (1876), pozdější známou novinářkou, překladatelkou a spisovatelkou Olgou Fastrovou. Z jejich manželství se narodily tři dcery, Jarmila (1899), Olga (1901) a Ludmila (1903).
Od roku 1897 Otto Faster redigoval (s Janem Ladeckým) časopis Thalie, převzal celé vydávání do své režie, po dvou letech s velkou finanční ztrátou s vydáváním tohoto časopisu skončil. K tomuto nutnému kroku ho také nabádala manželka Olga. Ale již 15. 11. 1899 založil, s firmou M. Knapp, nový časopis. – čtrnáctideník Divadelní listy; zde se vyjadřoval jak ke stavu českého divadelnictví, včetně názorů na Národní divadlo (ND), k výchově autorů, tak recenzoval inscenace pražských divadel. V roce 1901 se pro své kritiky, často i nevhodně formulované a karikující, dostal do velkého sporu s ND, zejména s dramaturgem Jaroslavem Kvapilem, kdy spor skončil u soudu pro urážku na cti.
V roce 1901 se u Fastra poprvé objevily příznaky tuberkulosy. To ovlivnilo zčásti jeho pracovní úsilí, léčil se také v hornorakouských lázních poblíž Ebensee, přes přechodná zlepšení byl další léta jeho zdravotní stav vážný. Marně se manželka Olga snažila svého muže přesvědčit, aby se vzdal dráhy autora divadelních her a věnoval se klidnějšímu zaměstnání.  Přesto v letech 1903 až 1906 napsal deset her. Otto Faster svoje poslední dílo Živé pochodně Neronovy již neviděl, hra byla až po 26. září 1907, kdy zemřel. Pohřben byl na Vyšehradském hřbitově.

## Dramatik
Otto Faster měl dramatický talent. Již v roce 1895 napsal „Ať žije národopisná“ (revue pro divadlo) u příležitosti Národopisné výstavy v Praze roku 1895. Divadelní kritika také dobře přijala inscenaci Fastrova dramatu Marie a Marta (1900) a další hra (z roku 1899) – Na cizí půdě (Hříšníci) – byla vybrána v rámci Náprstkova konkurzu k realizaci v Národním divadle. Kladně byla přijata i dramata V pavučinách a Slabí lidé.
V roce 1902 však opadl zájem o jeho hry. Oslovil Jana Pištěka, ředitele Lidového divadla na Královských Vinohradech a po jednání pak přistoupil na jeho návrh, aby věnoval větší pozornost lidovému divadlu a původním lidovým hrám. Fastrova první veselohra – Krásná Lída – měla na Pištěkově scéně premiéru již 2. srpna 1902 a diváci ji nadšeně přijali „Bylo to něco v Praze nevídaného, neslýchaného. Bylo to jako pohádka. Hra měla bouřlivý úspěch. Takový úspěch, že se musila hrát denně a denně naplnila celé hlediště. Lístky byly vždy už dopoledne vyprodány. Dostavil se referent velkého denního listu a napsal o hře nadšený posudek,“ vzpomínala na manželův úspěch Fastrová o půl století později. Tato první hra se zde za první rok dočkala sta repríz a hrála se také jinde i po létech, např. v Brně-Králově Poli. v letech 1919, 1921.
Ještě větší úspěch přišel v roce 1904 se hrou Pražské švadlenky – s písničkou Na Belvederu, která se brzy stala lidovým popěvkem a také se rozšířila v tehdejším Rakousku a i v cizině. Námět hry byl i zfilmován jako fraška (němý film, r. 1929 – v úpravě O. Fastrové). Oblíbenost kupletu dokazují současné nahrávky – AV média:
- CD: Na Belvederu (z operety Pražské švadlenky – 1904) Vyd : Radioservis a.s, 1999,

Interpreti: Jana Mikešová, voc; Blanka Tůmová, voc; Ivan Trnka, voc; Šraml Pavla Pěnkavy
Zdrojový dok.: Český hit století 1. 1900–1919 Hlavní autor: Faster Otto
- CD: Na Belvedéru,tam v podvečeru, Vyd.: 1991 Interpreti :Jana Mikešová a Blanka Tůmová a Ivan Trnka
- CD: Jak se hrálo před sto lety, Vydavatel: Music Vars, Rok vydání: 2007

Otto Faster byl dramatik, patřící (vedle např. Karla Pospíšila, Emiliána Starého) k nejznámějším tvůrcům lidových zpěvoher. Je také označován za spolutvůrce českého vaudevillu – veselé lidové hry se zpěvy. Vznikaly v čase, kdy sílila tradice lidových zpěvoher, jednoduché hudby, snadno zapamatovatelných písní a kupletů. Ty v nich doplňovaly veseloherní děj, postavený na současném prostředí a láskách prostých lidí. Otto Faster pro své hry vybíral typické figurky po celé Praze, aby texty a také jejich hudební vložky, které sám skládal, oslovily nejširší vrstvy diváků.

## Dílo
| Romány: - V Pavučinách – román z pražského života, 1906 (z dramatu přepsala Olga Fastrová) - Velikán Velikánovič – román, 1903 - Čeští herci své Jednotě – Almanach Překlady: - Schiller Friedrich: Loupežníci (Truchlohra) - Max Drcyer: Trojice (Drama) Hry: - Závdavek – drama, 1895 - V touhách – motiv z velkoměsta, 1898 - Ať žije národopisná – revue, 1895, (Smíchov a Vinohradské divadlo) - V pavučinách – drama 1899 - – „ – (také pod názvem Zaprodaná 1902) - Vychovatel – dramat. žert, 1899 - Hříšníci – 1899. (také pod názvem Na cizí půdě) - Marie a Marta – drama, 1900 - Nováček – hudební komedie, 1901 - - „ – (také pod názvem Homo novus v divadle Plzeň) | - Slabí lidé – sociální drama, 1902 - Krásná Lída – burleskní fraška, 1902 - Zelené mládí – burleskní fraška, 1903 - Ben Hur – hra z doby Kristovy(podle L. Walacea),1903 - Teta z Ameriky – 1903 (Divadlo Uranie) - Kněžna Pepička – 1904 - Pražské švadlenky – 1904 (zfilmováno 1929) - Princ z pohádky – kouzelná hra se zpěvy, 1905 - Marietta – 1905 - Zázračný talisman – 1905 - Zakletý prince – veršované drama – 1906 - Práci čest ! – sociální drama – 1906 (Div. Uranie) - Veselé pradlenky – 1906 - Živé pochodně Neronovy – 1907 (Uvedeno posmrtně) - Večer – aktovka (v rukopise) |